# 롯폰기역
롯폰기역(일본어: 六本木駅 롯폰기에키[*])은 일본 도쿄도 미나토구에 있는 철도역이다.

## 역 구조

### 도쿄 메트로
히비야선 승강장

히비야선 역명판
상대식 승강장 2면 2선의 지하역. 개찰구는 지하1층, 승강장은 지하 2층에 위치한다.
역 사이에 유치선이 있고 아침 러시아워에 나카메구로 발 당역종착인 열차가 있다. 당역종착의 열차는 승객 하차 후에 나카메구로 쪽으로 발차하고 유치선에 입고한다.
| 1 | 히비야 선 | 나카메구로 방면                            |
| 2 | 히비야 선 | 긴자・우에노・기타센주・도부 동물공원 방면 |

### 도쿄 도 교통국
오에도선 승강장
단선 승강장 1면 1선이 2층 구조로 된 2면 2선의 지하역. 개찰구는 지하1층, 승강장은 지하5층(외선)과 지하7층(내선)에 있다. 역 이름 병칭은 "롯폰기 힐즈, 도쿄 미드타운 앞"이다.
5,6번 출입구는 도쿄 도 교통국이 건설하여 뒤에 관악기의 관의 형상이 디자인되어 있다.
7번 출입구도 도쿄 도 교통국이 건설하고 오에도 선 전용으로 되어있었지만, 2007년 3월 30일에 도쿄 미드타운이 개업했을 때 히비야 선 개찰구와 오에도 선 개찰구를 연결하는 지하 통로로 8번 출구의 신설로 공용 사용되었다. 도쿄 미드타운 건설 전에는 7번 출구 근처에 공중화장실이 설치되어 있었다.
지하 7층 승강장은 지하 42m 깊이에 있으며 일본의 지하철역 중에서 가장 깊다.
| 1 | 오에도 선 | 다이몬·료고쿠·이다바시·신주쿠 니시구치 방면 |
| 2 | 오에도 선 | 신주쿠·도초마에·네리마·히카리가오카 방면    |

## 역 주변
- 롯폰기 힐즈
- TV아사히
- 도쿄 미드타운(8번 출구와 직결됨)
- 지요다 선 노기자카 역
- 난보쿠 선 롯폰기 1초메 역
- 국립신미술관
- 주일대사관

## 역 역사
- 1964년 3월 25일: 히비야 선의 역이 영업 개시.
- 2000년 12월 12일: 오에도 선의 역이 영업 개시, 환승역이 되다.

## 인접역
| 도쿄 메트로 2호선            | 도쿄 메트로 2호선 | 도쿄 메트로 2호선                    |
| ---------------------------- | ----------------- | ------------------------------------ |
| H03 히로오 나카메구로 방면   | 히비야 선         | H05 가미야초 기타센주 방면           |
| 도쿄 도 교통국 지하철 12호선 |                   |                                      |
| E22 아자부주반 도초마에 방면 | 오에도 선         | E24 아오야마 1초메 히카리가오카 방면 |